# Carl Thorén (1841–1906)
Carl Magnus Thorén, född 23 november 1841 i Öjaby församling, Kronobergs län, död 2 december 1906 i Mjölby församling, Östergötlands län, var en svensk präst i Mjölby församling.

## Biografi
Carl Thorén föddes 1841 i Öjaby församling. Han var son till hemmansbrukaren Johannes Svensson och Maria Nilsdotter. Thorén blev 1860 student vid Uppsala universitet och avlades filosofie kandidatexamen 1866. Han blev 1872 filosofie doktor och avlades teoretisk teologisk examen 31 januari 1870 och praktisk teologi examen 6 april 1870. Thorén prästvigdes 19 december 1873 och tog pastoralexamen 19 april 1876. Den 8 juli 1867 blev han adjunkt vid Norrköpings högre allmänna läroverk och 7 februari 1868 vid Linköpings högre allmänna läroverk. Han blev 21 augusti 1877 kyrkoherde i Vimmerby församling, tillträdde 1879 och var 1879–1886 inspektor över Vimmerby läroverk. Thorén blev 8 juni 1883 kyrkoherde i Mjölby församling, tillträde 1886 och var från 13 mars 1895 till 1 juni 1901 kontraktsprost i Vifolka och Valkebo kontrakt. Han avled 1906 i Mjölby församling och begravdes på Mjölby nya kyrkogård.
Thorén predikade vid prästmötet 1888 och blev samma år ledamot av Nordstjärneorden.

## Familj
Thorén gifte sig 8 oktober 1874 med Hilda Amanda Hård af Segerstad (född 1851). Hon var dotter till kronolänsmannen Johan Fredrik Hård af Segersted och Kristina Regina Rendahl. De fick tillsammans dottern Aina Maria Kristina (1875), som gifte sig 13 augusti 1896 med disponenten Carl Gustafsson i Mjölby.